# Кец (Швабија)
Кец (њем. Kötz) општина је у њемачкој савезној држави Баварска. Једно је од 34 општинска средишта округа Гинцбург. Према процјени из 2010. у општини је живјело 3.194 становника. Посједује регионалну шифру (AGS) 9774148.

## Географски и демографски подаци
Кец се налази у савезној држави Баварска у округу Гинцбург. Општина се налази на надморској висини од 475 метара. Површина општине износи 20,6 km². У самом мјесту је, према процјени из 2010. године, живјело 3.194 становника. Просјечна густина становништва износи 155 становника/km².

## Међународна сарадња
| Мјесто | Држава   | Врста сарадње | Од    |
| ------ | -------- | ------------- | ----- |
| Обдах  | Аустрија | партнерство   | 1990. |
| Извор  |          |               |       |